# Extol
Extol − chrześcijański zespół metalowy, założony w 1993 roku w Oslo, w Norwegii. Zespół znany jest z różnorodności gatunkowej w swojej twórczości, zawierającej głównie death metal, thrash metal, a na przedostatniej płycie ("The Blueprint Dives") także progresywny metal. Związany z wytwórnią Century Media, ma na swoim koncie 5 pełnych albumów i 2 EP’ki.
Po latach zawieszenia zespół reaktywował swoją działalność w 2012 roku w składzie: David Husvik, Peter Espevoll i Ole Børud.

## Dyskografia
- 1998: Burial (Endtime Productions)
- 2000: Undeceived (Endtime Productions, re-issued by Century Media in 2003)
- 2003: Synergy (Century Media)
- 2005: The Blueprint Dives (Century Media)
- 2013: Extol (Indie Recordings)

## Nagrody i wyróżnienia
| Rok  | Kategoria             | Tytułem             | Nagroda                         | Uwagi     | Źródło |
| ---- | --------------------- | ------------------- | ------------------------------- | --------- | ------ |
| 2005 | Best Underground Band | Extol               | Metal Hammer Golden Gods Awards | Nominacja | [ 2 ]  |
| 2006 | Metal                 | The Blueprint Dives | Spellemannprisen, 2005          | Nominacja | [ 3 ]  |